# STS-106
STS-106 byla mise amerického raketoplánu Atlantis k Mezinárodní vesmírné stanici. Cílem letu byla doprava zásob na stanici. Uskutečnil se jeden výstup do otevřeného vesmíru během kterého Lu a Malenčenko propojili kabely mezi moduly Zarja a Zvezda, a také nainstalovali magnetometr který slouží jako 3D Kompas.

## Posádka
- Terrence W. Wilcutt (4) - velitel
- Scott D. Altman (2) - pilot
- Daniel C. Burbank (1) - specialista mise
- Edward T. Lu (2) - specialista mise
- Richard A. Mastracchio (1) - specialista mise
- Jurij Malenčenko (2) - specialista mise
- Boris Morukov (1) - specialista mise

V závorkách je uvedený dosavadní počet letů do vesmíru včetně této mise.

## Výstupy do vesmíru (EVA)
- EVA 1: 11. září, 2000 - 6 h, 14 m (Lu, Malenčenko)